# Armed Conflict Location and Event Data Project
Armed Conflict Location and Event Data Project (ACLED) è un'organizzazione non governativa non a scopo di lucro statunitense specializzata nella collezione di dati, analisi e mappature dei conflitti nel mondo. Essa raccoglie le date, gli attori, la località, il numero di vittime e il tipo di ogni violenza riportata mediaticamente contro i diritti umani in tempo reale.
Tutte le collezioni di dati e le analisi sono disponibili pubblicamente e gratuitamente, per uso non commerciale.
Al 2022, ACLED ha registrato 1,3 milioni di singoli eventi di violenza a livello globale.

## Storia
Fondata nel 2005 e diretta da Clionadh Raleigh, professoressa di violenza politica e geografia all'Università del Sussex, come parte del suo dottorato di ricerca mentre frequentava il Peace Research Institute Oslo (PRIO).
Il dataset dell'ACLED fu introdotto nel 2010 in una pubblicazione del Journal of Peace Research. Seguirono nuove versioni del dataset negli anni successivi, arrivando a estenderne le definizioni dei casi di violenza da registrare e l'area di copertura. Con una partnership dell'Università del Texas ad Austin, il progetto è diventato dinamico e interattivo, capace di raccogliere dati in tempo reale e registrarli settimanalmente.
A partire dal 2014, ACLED opera come organizzazione no-profit sotto la sezione 501(c)(3) dello United States Code, con sede nel Wisconsin.

## Descrizione

### Il sito
Il sito, sviluppato dalla Development Gateway (azienda no-profit statunitense specializzata nella fornitura di strumenti di sviluppo anche informatico ad organizzazioni governative o dedite alla ricerca), si presenta molto dinamico e interattivo, con registrazione facoltativa gratuita per poter utilizzare al meglio gli strumenti di analisi messi a disposizione.
Nella pagina principale vengono messi in evidenza tutti gli eventi di violenza occorsi nel mondo nell'ultima settimana; vi è poi una dashboard che contiene delle mappe interattive dove si possono visualizzare tutti gli eventi di violenza occorsi nel mondo in generale, potendo filtrare tali eventi per tipo, per intervallo di date e secondo altri parametri.
Sono disponibili settimanalmente report a livello di singole zone del mondo, tendenze e infografiche. Tutte le metodologie di raccolta dei dati e di elaborazione delle analisi sono puntualmente spiegate nella sezione Resource del sito. I dati possono essere esportati in vari formati e con le API dedicate del sito (con guide dedicate).
Secondo Similarweb il sito web risulta avere circa 200.000 visualizzazioni mensili al 2023.

### Casi d'uso
Le collezioni di dati e di analisi del progetto ACLED sono ormai ampiamente usati da molti utenti, organizzazioni e quotidiani, incluse diverse agenzie dell'ONU: lo stesso António Guterres nel 2019 si è detto personalmente scioccato da alcune di queste collezioni di dati.
Anche l'Unione europea usa l'ACLED per tracciare le tendenze dei disordini e delle rivolte che avvengono nel mondo.
Molti governi usano ormai ACLED per produrre propri report.